# Битуше
 Тази статия е за селото в Северна Македония.  За селото в Гърция вижте Битуша.  
Битуше или Битуша (на македонска литературна норма: Битуше; на албански: Bitusha) е село в Северна Македония, в община Маврово и Ростуше.

## География
Селото е разположено в областта Долна Река в източните склонове на Дешат, близо до границата с Албания. За църквата „Преображение Господне“, построена на Кърчин над селото, има легенда, че входът е от Албания, а наосът е в Северна Македония.

## История
В XIX век Битуше е българско село в Реканска каза на Османската империя. Църквата „Свети Архангел Михаил“ е от XIX век. В „Етнография на вилаетите Адрианопол, Монастир и Салоника“, издадена в Константинопол в 1878 година и отразяваща статистиката на населението от 1873 година, Битуше (Bytouché) е посочено като село със 100 домакинства, като жителите му са 327 българи.
Според статистиката на Васил Кънчов („Македония. Етнография и статистика“) в 1900 година Битуше има 560 жители българи християни.
На Етнографската карта на Битолския вилает на Картографския институт в София от 1901 година Битуша е чисто българско село в Реканската каза на Дебърския санджак със 72 къщи.
Цялото население на селото е под върховенството на Българската екзархия. По данни на секретаря на екзархията Димитър Мишев („La Macédoine et sa Population Chrétienne“) в 1905 година в Битуше има 576 българи екзархисти и в селото функционира българско училище.
Според статистика на вестник „Дебърски глас“ в 1911 година в Битуше има 80 български екзархийски къщи.
При избухването на Балканската война в 1912 година 63 души от Битуше са доброволци в Македоно-одринското опълчение.
Селото пострадва между 1941 и 1944 г. от нападения от членове на Бали Комбътар.
Църквата „Свети Илия“ е изградена в 1995 година. В XIX век също има храм „Свети Илия“.
Според преброяването от 2002 година селото има 96 жители.
| Националност     | Всичко |
| северномакедонци | 95     |
| албанци          | 0      |
| турци            | 0      |
| роми             | 0      |
| власи            | 0      |
| сърби            | 1      |
| бошняци          | 0      |
| други            | 0      |

## Личности
Родени в Битушe
- Алекси Яковлев Исаков, македоно-одрински опълченец, 28-годишен, 2 рота на 1 дебърска дружина[11] Загинал през Първата световна война.[12]
- Блаже Павловски (1931 – 1987), поет
- Гьоре Наумов (1912 - 1998), български и югославски майстор строител, син на Наум Костов
- Гьоре Сарев (1914 - 1984), български и югославски майстор строител и резбар
- Илко Пейчинов (1815 - ?), български майстор строител
- Иван Ангелов, македоно-одрински опълченец, 35-годишен, майстор дюлгер, 2 рота на 1 дебърска дружина, носител на орден „За храброст“ IV степен[13]
- Кирил Рилски (1861 – 1946), български духовник
- Максимовци, резбарски род, представители на Дебърската художествена школа. Част от тях се преселват в Гостивар, където работят. Работят и в Солунско и Скопие. Тяхно дело е иконостасът на „Св. св. Кирил и Методий“ в Тетово, както и владишкият трон в Лешочкия манастир. Максим Кръстев изработва иконостаса за „Свети Архангели“ в Скопие[14]
- Мойсо Стефанов, български резбар
- Момир Звезданов Илков (1928 - 1993), майстор резбар, обновява олтара на църквата „Преображение Господне“ в Битуше[15]
- Наум Костов (1867 - 1934), български майстор строител
- Никодин Исиянов, български и югославски майстор строител
- Никола Павлов (1881 – 1957), български свещеник в Америка, участник в Илинденското въстание. македоно-одрински опълченец[16]
- Никола Фидановски-Кочо (р. 1946), художник
- Пейчин Илков (1790 - ?), български майстор строител[15]
- Рафе Наумов (1904 - ?), български майстор строител, син на Наум Костов, с чиято тайфа работи
- Саре Яковов Илков (1865 - 1928), български майстор строител и резбар[15]
- Спас Ангелов Иванов (1873 - след 1943), български революционер и македоно-одрински опълченец
- Тихомир Милошевски (1915 – 1984) – комунистически деец и партизанин, народен герой на Югославия
- Тофе Топузов, български и югославски майстор строител
- Яков Илков (1838 - ?), български майстор резбар[15]
- Янко Трифонов, български опълченец, ІI опълченска дружина, умрял преди 1918 г.[17]

Свързани с Битуше
- Лиляна Николовска (р. 1964), югославска певица, по произход от Битуше